# Mahienour El-Massry

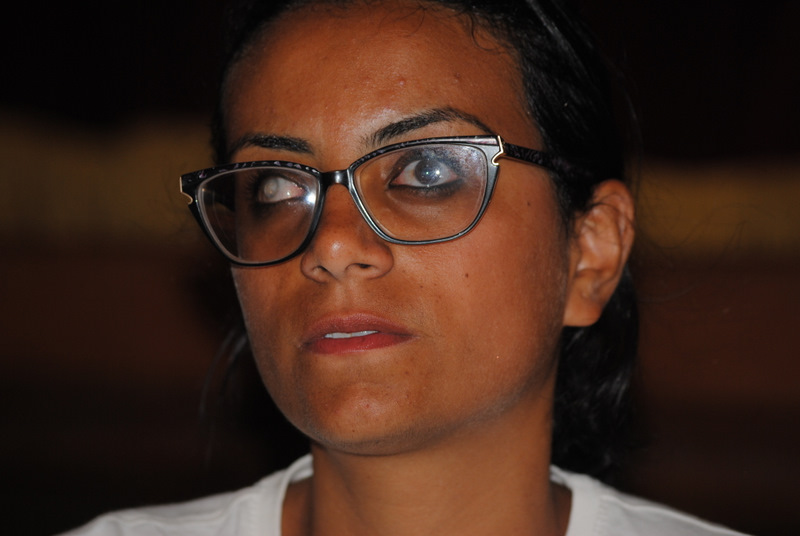
Mahienour El Masry, 2011

Mahienour El-Masry (tiếng Ả Rập Ai Cập: ماهينور المصري, sinh năm 1986) là một luật sư nhân quyền và nhà hoạt động chính trị người Ai Cập đến từ Alexandria,, người đã tham gia vào hoạt động của thành phố ven biển này từ giữa những năm 2000, và hiện đang thụ án tù cho các hoạt động chống chế độ của cô.

Cô đã tổ chức các cuộc biểu tình ôn hòa và hỗ trợ các hoạt động cho các tù nhân chính trị, sử dụng phương tiện truyền thông xã hội để tố cáo các hành vi vi phạm nhân quyền. Thường được mệnh danh là tiếng nói của cuộc cách mạng và là nhà vô địch về quyền của phụ nữ, hoạt động của cô bao trùm một loạt các hoạt động, như một học giả và bạn bè của Alexandrian đã thuật lại rằng: 
 "Không có một cuộc đấu tranh nào vượt quá giới hạn đối với Mahienour: nhân quyền, quyền sinh viên, quyền phụ nữ, đình công, trợ giúp pháp lý, chống tàn bạo của cảnh sát, nhà ở cho người nghèo, tham nhũng, chống quân đội, bảo tồn di sản, quyền đến không gian công cộng, cải tạo đất do nhà nước lãnh đạo từ người nghèo, biến đổi khí hậu, quyền trẻ em đường phố, người tị nạn Syria, danh sách vẫn tiếp tục... Mahienour luôn ở đó, ngủ bên cạnh những người tị nạn Syria trong đồn cảnh sát để đảm bảo họ không bị tra tấn hoặc trục xuất, bênh vực cho hai mươi mốt người nữ ủng hộ Huynh đệ đã bị kết án (và sau đó được tha bổng) mười một năm tù, và định vị những người mất tích thông qua mê cung an ninh. Mahienour sẽ vội vàng bảo vệ quyền lợi của nạn nhân. Giáo sư đã tham dự đám tang của những người mà cô chưa bao giờ gặp. Chính sự hiện diện của cô đã gửi một thông điệp rằng vấn đề này thực sự quan trọng và làm tăng tinh thần của người biểu tình. "  
 El-Masry đã bị kết án hai năm tù vì vi phạm luật biểu tình gây tranh cãi của Ai Cập trước khi bản án của cô giảm xuống còn sáu tháng. Nhà hoạt động trẻ tuổi này đã tham gia cuộc biểu tình vào ngày 3 tháng 12 năm 2013 để kêu gọi công lý và trả thù cho Khaled Saeed, người đàn ông bị tra tấn đến chết vào tháng 6 năm 2010 và sau đó trở thành một trong những biểu tượng của Cách mạng Ai Cập năm 2011. Cô đã được thả vào tháng 9 năm 2014, chỉ bị kết án với một tội danh khác, vào tháng 5 năm 2015, khi dưới thời tổng thống Morsi, El-Masry và một nhóm luật sư bắt đầu ngồi trước đồn cảnh sát El-Raml ở Alexandria, yêu cầu một lời xin lỗi chính thức từ Bộ Nội vụ liên quan đến thương tích của luật sư đồng nghiệp của họ dưới bàn tay của nhân viên cảnh sát. Các luật sư sau đó đã bị bắt và bị buộc tội cố gắng đột nhập vào đồn cảnh sát. Một phiên điều trần tha bổng cho El-Masry và các đồng nghiệp của cô đã được thực hiện vào tháng 12 năm 2015 nhưng không thành công. Cô đã được Tổ chức Ân xá Quốc tế tuyên bố là một tù nhân lương tâm.
Vào tháng 6 năm 2014, El-Masry đã được trao Giải thưởng Nhân quyền Quốc tế Ludovic Trarieux, một vinh dự quốc tế được trao hàng năm cho một luật sư vì những đóng góp của người đó cho việc bảo vệ nhân quyền. Cô là người thứ hai được trao giải thưởng quốc tế khi ở trong tù kể từ khi Nelson Mandela năm 1985.